# Ковригино (Павлово-Посадский городской округ)
Коври́гино — деревня в Московской области России. Входит в Павлово-Посадский городской округ. Население — 407 чел. (2010).
В деревне родился Герой Советского Союза Потапов Александр Семёнович.

## География
Деревня Ковригино расположена в центральной части городского округа, примерно в 1,5 км к востоку от города Павловский Посад. Высота над уровнем моря 124 м. К югу от деревни протекает река Клязьма. К деревне приписано 6 СНТ. Ближайший населённый пункт — город Павловский Посад.

## Название
Название связано с некалендарным личным именем Коврига.

## История
В 1926 году деревня являлась центром Ковригинского сельсовета Фёдоровской волости Орехово-Зуевского уезда Московской губернии.
С 1929 года — населённый пункт в составе Павлово-Посадского района Орехово-Зуевского округа Московской области, с 1930-го, в связи с упразднением округа, — в составе Павлово-Посадского района Московской области.
До муниципальной реформы 2006 года Ковригино входило в состав Улитинского сельского округа Павлово-Посадского района.
В 2000-х гг. в деревне восстановлена часовня Петра и Павла.
С 2004 до 2017 гг. деревня входила в Улитинское сельское поселение Павлово-Посадского муниципального района.

## Население
| 1926 | 2002 | 2006 | 2010 |
| ---- | ---- | ---- | ---- |
| 992  | ↘495 | ↘490 | ↘407 |

В 1926 году в деревне проживало 992 человека (465 мужчин, 527 женщин), насчитывалось 221 хозяйство, из которых 187 было крестьянских. По переписи 2002 года — 495 человек (209 мужчин, 286 женщин).

## Транспорт
Через деревню Ковригино проезжают автобусы №61 (Павловский Посад - Красная Дубрава) и №41 (Павловский Посад - Орехово-Зуево).
В 500 м к западу от деревни Ковригино находится одноименная железнодорожная платформа на перегоне Павловский Посад - Электрогорск. В сутки здесь проезжает 12 пар пригородных электропоездов сообщением Москва - Электрогорск.

## Галерея

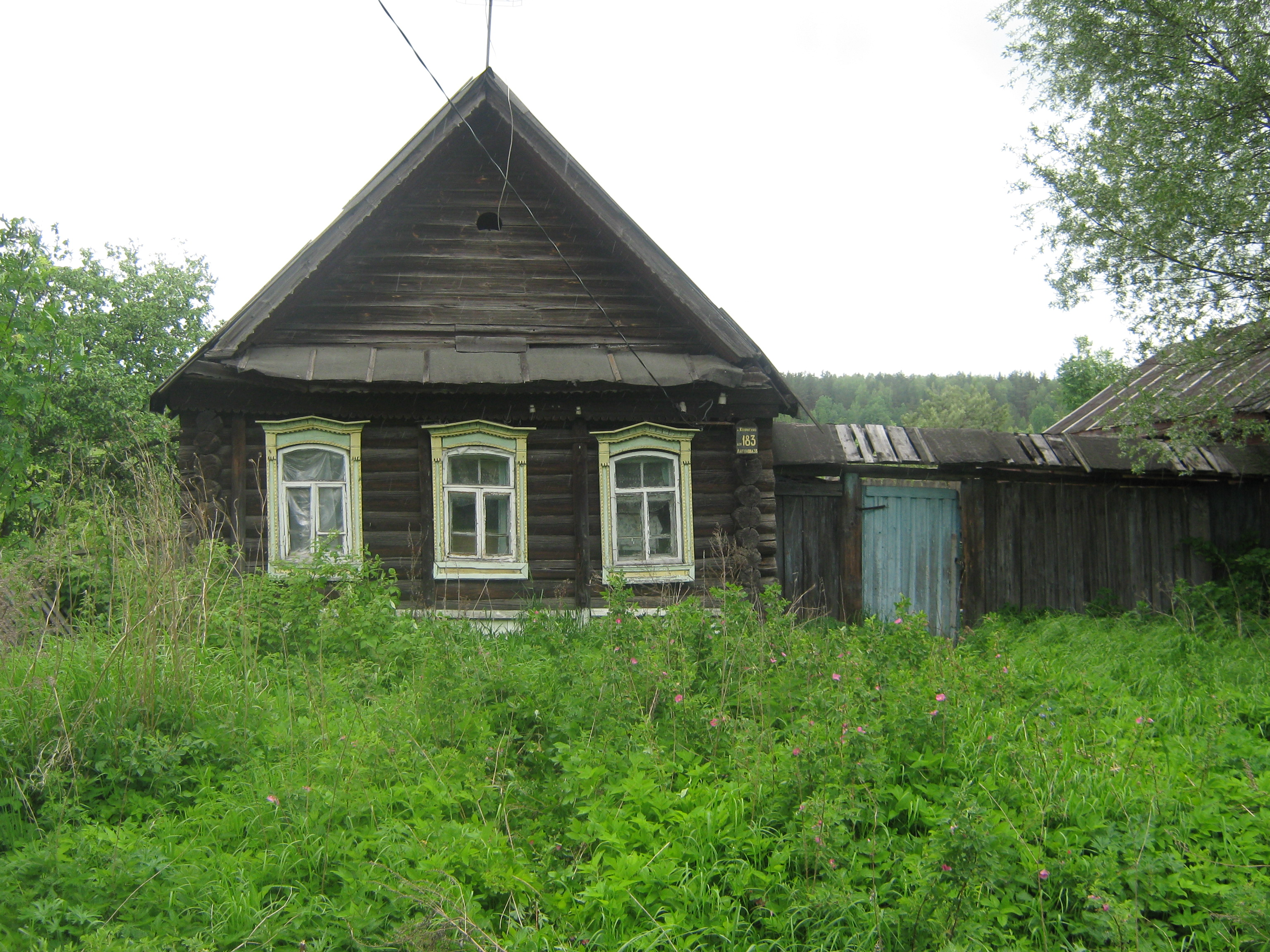
Дом, располагавшийся до июня 2010 г. на участке № 183. Постороен в конце XVIII века. Фото за несколько дней до сноса
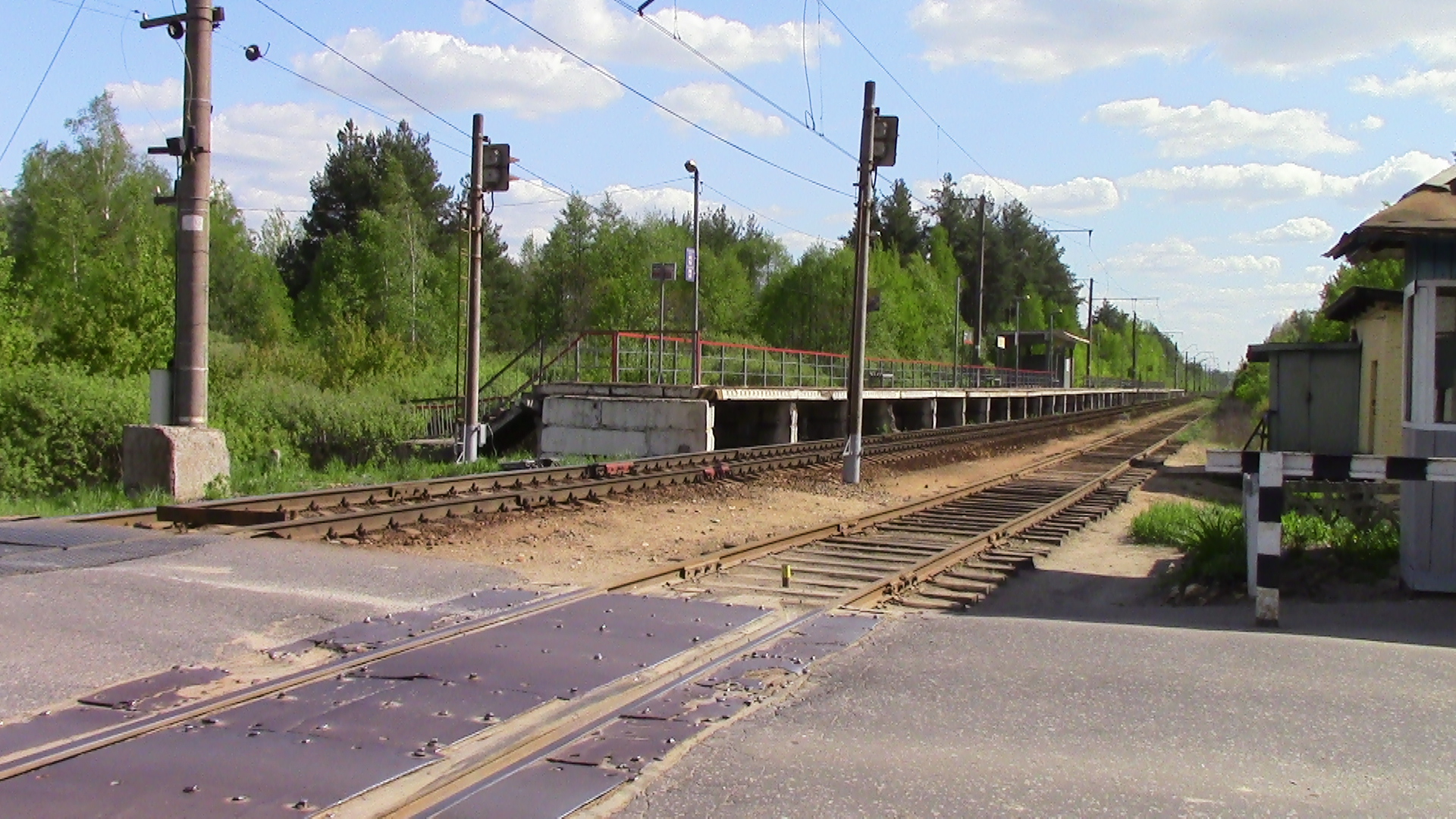
Ж/д платформа Ковригино
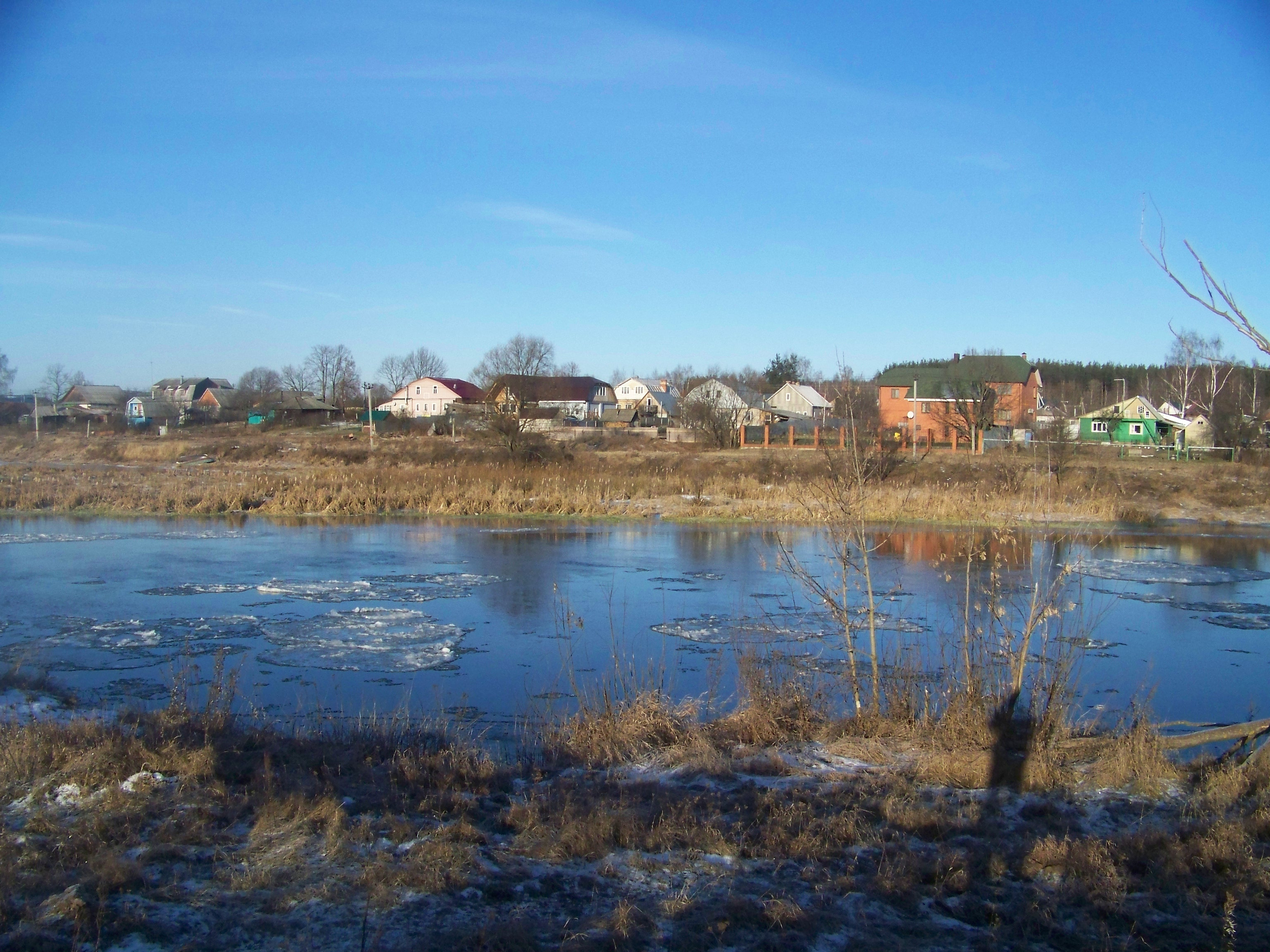
Деревня Ковригино у берега Клязьмы (юго-восточная часть)